# 偃卧耳稃草
偃卧耳稃草（学名：Garnotia triseta var. decumbens）为禾本科耳稃草属下的一个变种。

## 扩展阅读
- 維基物種上的相關：偃卧耳稃草